# Надёжин, Владимир Васильевич
Влади́мир Васи́льевич Надёжин (род. 22 июня 1949, Кострома) — русский художник, живописец. Сын — Иван Коржев.

## Биография
В. В. Надёжин родился в Костроме. Окончил Московскую среднюю художественную школу при Академии Художеств СССР в 1968 году. В 1973 году окончил Московское высшее художественно-промышленное училище.
В 1979 году стал членом Союза художников СССР. В 1985 году Владимиру Васильевичу присвоено звание «Заслуженный художник РСФСР». Так же В. В. Надежин награждён орденом «Знамя Труда» ГДР I степени в 1985 году; «Серебряной медалью» Академии Художеств СССР в 1990 году; в 1997 году награждён медалью «850 лет Москвы»; в 2002 году — орденом Трудового Знамени I степени Социалистической Республики Вьетнам.
Художником были проведены персональные выставки в России, США, Англии, Испании, Индонезии, Индии, Египте, Люксембурге, Бангладеш, Танзании, Замбии. Работы В. В. Надёжина находятся в музеях России, Греции, Индии, Замбии, Испании.
В. В. Надёжин является автором многих музейных комплексов в России и за рубежом (Государственный музей истории ГУЛАГа, Мемориальный музей немецких антифашистов, Музей В. И. Ленина, Музей Хо Ши Мина во Вьетнаме и др.). Основатель клуба и рубрики «Галерея» журнала «Дельфис». Один из учредителей и президент Благотворительного Фонда «Дельфис».

## Выставки
- Выставка на Кузнецком Мосту (недоступная ссылка)
- Выставка живописных работ из серии «Живые камни планеты» в Музее-Институте семьи Рерихов (недоступная ссылка)
- Московский Союз художников. Юбилейная выставка «На грани двух миров»
- День культуры Испании. Выставка «Испания в творчестве российских художников»
- Выставка «Континент Африка»